# 恰克圖商路

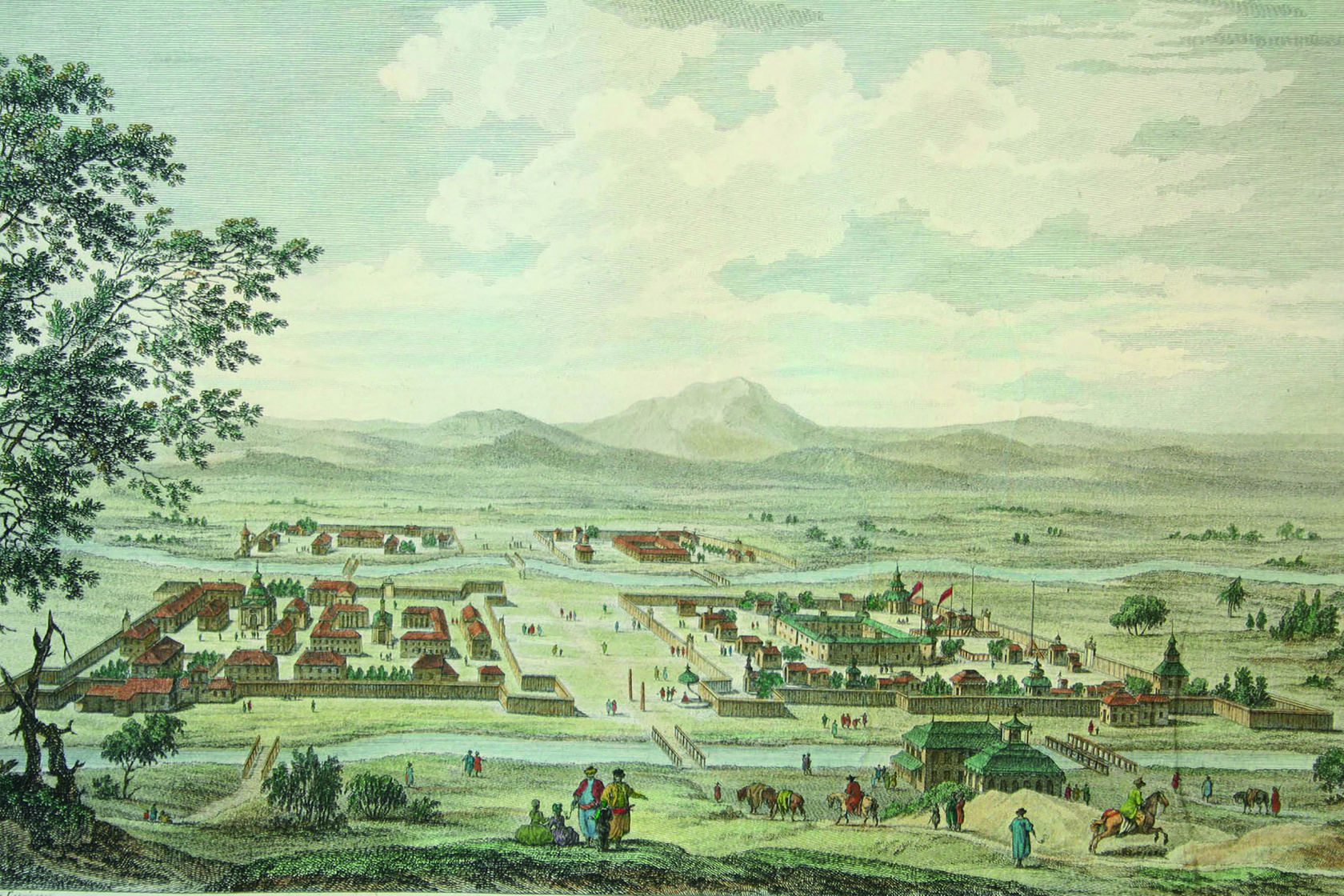
1780年代的恰克圖

恰克圖商路是指自1727年起俄罗斯帝國与清朝在恰克图进行的贸易。俄羅斯帝國的商人來到恰克圖向清朝商人出售來自西伯利亞的毛皮，清朝商人則來到恰克圖向俄羅斯帝國的商人出售棉花、丝绸、烟草和茶叶。